# Katzau
Katzau (1869–1873 Simon Katzau, danach Dr. Felix und Richard Katzau) war eine Baumwollspinnerei im ostböhmischen Babí bei Náchod. Sie firmierte als „Spinnerei S. Katzau Nachod“ (tschechisch S. Katzau, přadelna bavlny) und bestand von 1869 bis zur Verstaatlichung nach dem Februarumsturz 1948.

## Geschichte
1864 hatte der Nachoder Textilunternehmer Isaac (Izák) Daniel Pick (1824–1904) auf den südöstlich unterhalb des Ortes liegenden Wiesen von Dolní Babí eine Leinenspinnerei mit 4000 Spindeln gegründet, in der mehr als 700 Arbeiter beschäftigt waren.
Nach ihrem Bankrott 1869 wurde sie vom Wiener Unternehmer Simon Katzau (1809–1873) erworben und zu einer Baumwollspinnerei umgebaut. Nach dessen Tod 1873 erbten die Söhne Dr. Felix Katzau (1848–1926) und Richard Katzau (1849–1924) das Unternehmen. In den 1890er Jahren beschäftigte die Firma Katzau mehr als 400 Arbeiter, deren Anzahl sich bis 1914 verdoppelte. Die Anzahl der Spindeln hatte sich bis 1909 verfünffacht. 1908 errichtete die Firma Katzau Arbeiterwohnungen nach einem Entwurf des Wiener Architekten Viktor Postelberg (1869–1920).
Nach der Gründung der Tschechoslowakei 1918 kam es 1922 durch Einfluss der linksgerichteten Partei u. a. in der Firma Katzau zu Streiks.
Im Jahre 1926 übernahmen Hugo Moller, seine Gattin Alice (eine Nichte von Felix und Richard Katzau), deren Sohn Hans Moller sowie deren Neffe Erich Moller den Betrieb. Von 1928 bis 1930 errichtete die Moller-Familie eine Reihenhauskolonie mit Arbeiterwohnungen nach dem Entwurf des Wiener Architekten Adolf Loos in Babí. In den 1930er Jahren wurde für die Mitarbeiter ein Sportklub gegründet. Noch vor Beginn des Zweiten Weltkriegs wurde die Firma Katzau arisiert. Ab 1943 wurden in den Fabrikgebäuden für Kriegszwecke Flugzeugmotoren für die Deutsche Lufthansa AG hergestellt und repariert.
Familie Moller emigrierte 1934 bzw. 1938 nach Palästina; Hans und Erich Moller und gründeten in Kirjat Ata bei Haifa die Textilfabrik Ata.
Nach Kriegsende 1945 wurde die Firma Katzau 1945 verstaatlicht und dem Nachoder Textilverband Tepna eingegliedert. Das Firmenarchiv der Firma Katzau für die Jahre 1898 bis 1950 befindet sich in der Sammlung „S. Katzau, přadelna bavlny, Babí u Náchoda“ im Staatlichen Archiv Zámrsk.